# Tour du Loir-et-Cher 2018
La 59e édition du Tour du Loir-et-Cher est une course cycliste ayant eu lieu du 11 au 15 avril 2018. La course fait partie du calendrier UCI Europe Tour 2018 en catégorie 2.2.

## Présentation

### Équipes
Classé en catégorie 2.2 de l'UCI Europe Tour, le Tour du Loir-et-Cher est par conséquent ouvert aux équipes continentales professionnelles françaises, ainsi qu'à un maximum de deux étrangères, aux équipes continentales, aux équipes nationales et aux équipes régionales et de clubs.
Vingt-cinq équipes participent à ce tour du Loir-et-Cher - treize équipes continentales, dix équipes régionales et de clubs et deux équipes nationales :
| Équipes continentales            | Équipes continentales | Équipes continentales |
| Nom de l'équipe                  | Pays                  | Code                  |
| -------------------------------- | --------------------- | --------------------- |
| Differdange-Losch                | Luxembourg            |                       |
| ColoQuick                        | Danemark              |                       |
| Virtu Cycling                    | Danemark              |                       |
| Coop                             | Norvège               |                       |
| JLT Condor                       | Royaume-Uni           |                       |
| Kinan                            | Japon                 |                       |
| Metec-TKH-Mantel                 | Pays-Bas              |                       |
| Riwal CeramicSpeed               | Danemark              |                       |
| Uno-X Norwegian Development Team | Norvège               |                       |
| Bennelong-SwissWellness-Cervélo  | Australie             |                       |
| Elkov-Author                     | Tchéquie              |                       |
| Hrinkow Advarics Cycleang        | Autriche              |                       |
| Saint Michel-Auber 93            | France                |                       |

| Équipes régionales et de clubs | Équipes régionales et de clubs | Équipes régionales et de clubs |
| Nom de l'équipe                | Pays                           | Code                           |
| ------------------------------ | ------------------------------ | ------------------------------ |
| AVC Aix-en-Provence            | France                         | -                              |
| Côtes d'Armor-Marie Morin      | France                         | -                              |
| GSC Blagnac Vélo Sport 31      | France                         | -                              |
| SCO Dijon                      | France                         | -                              |
| Océane Top 16                  | France                         | -                              |
| Chambéry CF                    | France                         | -                              |
| Sojasun espoir-ACNC            | France                         | -                              |
| CR4C Roanne                    | France                         | -                              |
| Lotto-Soudal U23               | Belgique                       | -                              |
| UC Nantes Atlantique           | France                         | -                              |

| Équipe nationale | Équipe nationale | Équipe nationale |
| Nom de l'équipe  | Pays             | Code             |
| ---------------- | ---------------- | ---------------- |
| Suède            | Suède            |                  |
| Estonie          | Estonie          |                  |

## Étapes
| Étape     | Date    | Villes étapes                        | type            | Distance (km) | Vainqueur d'étape  | Leader du classement général |
| --------- | ------- | ------------------------------------ | --------------- | ------------- | ------------------ | ---------------------------- |
| 1re étape | 11 avr. | Blois – Fougères-sur-Bièvre          | étape de plaine | 183,5         | Leonardo Bonifazio | Leonardo Bonifazio           |
| 2e étape  | 12 avr. | Vernou-en-Sologne – La Ferté-Imbault | étape de plaine | 200           | Alois Kaňkovský    | Johim Ariesen                |
| 3e étape  | 13 avr. | Droué – Vendôme                      | étape de plaine | 178           | Tony Hurel         | Tony Hurel                   |
| 4e étape  | 14 avr. | Bourré – Bourré                      | étape de plaine | 183           | Emil Vinjebo       | Asbjørn Kragh Andersen       |
| 5e étape  | 15 avr. | Blois – Blois                        | étape de plaine | 97,5          | Matthew Gibson     | Asbjørn Kragh Andersen       |

## Résultats et classement

### 1reétape
Sean Lake (Bennelong-SwissWellness), Thomas Moses (JLT Condor) et Nicolas Prodhomme (Chambéry Cyclisme Formation) s'échappent dès les premiers kilomètres de l'étape. Ce dernier en profite pour remporter les deux Grands Prix de la montagne du jour. Le dernier des échappés est repris à 4 kilomètres de l'arrivée et Leonardo Bonifazio (AVC Aix-en-Provence) l'emporte finalement au terme d'un sprint massif devant Johim Ariesen (Metec-TKH-Mantel) et Dylan Maldonado (AVC Aix-en-Provence).
| \| Classement de l'étape \| Classement de l'étape \| Classement de l'étape \| Classement de l'étape \| Classement de l'étape \| \| Coureur \| Coureur \| Pays \| Équipe \| Temps \| \| --------------------- \| --------------------- \| --------------------- \| --------------------- \| --------------------- \| \| 1er \| Leonardo Bonifazio \| Italie \| AVC Aix-en-Provence \| 4 h 23 min 02 s \| \| 2e \| Johim Ariesen \| Pays-Bas \| Metec-TKH-Mantel \| + 0 s \| \| 3e \| Dylan Maldonado \| France \| AVC Aix-en-Provence \| + 0 s \| \| 4e \| Alfdan De Decker \| Belgique \| Lotto-Soudal U23 \| + 0 s \| \| 5e \| Casper von Folsach \| Danemark \| ColoQuick \| + 0 s \| \| 6e \| Kévin Boyer \| France \| SCO Dijon \| + 0 s \| \| 7e \| Stylianós Farantákis \| Grèce \| Sojasun espoir-ACNC \| + 0 s \| \| 8e \| Alois Kaňkovský \| Tchéquie \| Elkov-Author \| + 0 s \| \| 9e \| Patrick Clausen \| Danemark \| Riwal CeramicSpeed \| + 0 s \| \| 10e \| Jelle Donders \| Belgique \| Differdange-Losch \| + 0 s \| |                      |          |                     |                 |
| |                      |          |                     |                 |
| Source : ProCyclingStats |                      |          |                     |                 |
| Classement de l'étape |                      |          |                     |                 |
| Coureur | Coureur              | Pays     | Équipe              | Temps           |
| 1er | Leonardo Bonifazio   | Italie   | AVC Aix-en-Provence | 4 h 23 min 02 s |
| 2e | Johim Ariesen        | Pays-Bas | Metec-TKH-Mantel    | + 0 s           |
| 3e | Dylan Maldonado      | France   | AVC Aix-en-Provence | + 0 s           |
| 4e | Alfdan De Decker     | Belgique | Lotto-Soudal U23    | + 0 s           |
| 5e | Casper von Folsach   | Danemark | ColoQuick           | + 0 s           |
| 6e | Kévin Boyer          | France   | SCO Dijon           | + 0 s           |
| 7e | Stylianós Farantákis | Grèce    | Sojasun espoir-ACNC | + 0 s           |
| 8e | Alois Kaňkovský      | Tchéquie | Elkov-Author        | + 0 s           |
| 9e | Patrick Clausen      | Danemark | Riwal CeramicSpeed  | + 0 s           |
| 10e | Jelle Donders        | Belgique | Differdange-Losch   | + 0 s           |

| \| Classement général \| Classement général \| Classement général \| Classement général \| Classement général \| \| Coureur \| Coureur \| Pays \| Équipe \| Temps \| \| ------------------ \| -------------------- \| ------------------ \| ------------------------------- \| ------------------ \| \| 1er \| Leonardo Bonifazio \| Italie \| AVC Aix-en-Provence \| 4 h 22 min 52 s \| \| 2e \| Johim Ariesen \| Pays-Bas \| Metec-TKH-Mantel \| + 4 s \| \| 3e \| Dylan Maldonado \| France \| AVC Aix-en-Provence \| + 6 s \| \| 4e \| Sean Lake \| Australie \| Bennelong-SwissWellness-Cervélo \| + 7 s \| \| 5e \| Nicolas Prodhomme \| France \| Chambéry CF \| + 7 s \| \| 6e \| Alfdan De Decker \| Belgique \| Lotto-Soudal U23 \| + 10 s \| \| 7e \| Casper von Folsach \| Danemark \| ColoQuick \| + 10 s \| \| 8e \| Kévin Boyer \| France \| SCO Dijon \| + 10 s \| \| 9e \| Stylianós Farantákis \| Grèce \| Sojasun espoir-ACNC \| + 10 s \| \| 10e \| Alois Kaňkovský \| Tchéquie \| Elkov-Author \| + 10 s \| |                      |           |                                 |                 |
| |                      |           |                                 |                 |
| Source : ProCyclingStats |                      |           |                                 |                 |
| Classement général |                      |           |                                 |                 |
| Coureur | Coureur              | Pays      | Équipe                          | Temps           |
| 1er | Leonardo Bonifazio   | Italie    | AVC Aix-en-Provence             | 4 h 22 min 52 s |
| 2e | Johim Ariesen        | Pays-Bas  | Metec-TKH-Mantel                | + 4 s           |
| 3e | Dylan Maldonado      | France    | AVC Aix-en-Provence             | + 6 s           |
| 4e | Sean Lake            | Australie | Bennelong-SwissWellness-Cervélo | + 7 s           |
| 5e | Nicolas Prodhomme    | France    | Chambéry CF                     | + 7 s           |
| 6e | Alfdan De Decker     | Belgique  | Lotto-Soudal U23                | + 10 s          |
| 7e | Casper von Folsach   | Danemark  | ColoQuick                       | + 10 s          |
| 8e | Kévin Boyer          | France    | SCO Dijon                       | + 10 s          |
| 9e | Stylianós Farantákis | Grèce     | Sojasun espoir-ACNC             | + 10 s          |
| 10e | Alois Kaňkovský      | Tchéquie  | Elkov-Author                    | + 10 s          |

### 2eétape
Après de nombreuses attaques sans succès et deux premières heures de course à plus de 47 km/h, 9 coureurs parviennent à s'échapper à environ 130 kilomètres de l'arrivée, parmi lesquels le vainqueur de la précédente édition Alexander Kamp (Virtu Cycling). Les échappés sont repris un par un et le peloton se regroupe pour les 10 derniers kilomètres de l'étape. Alois Kaňkovský (Elkov-Author) s'impose au sprint devant Matthew Gibson (JLT Condor) et Johim Ariesen (Metec-TKH-Mantel).
| \| Classement de l'étape \| Classement de l'étape \| Classement de l'étape \| Classement de l'étape \| Classement de l'étape \| \| Coureur \| Coureur \| Pays \| Équipe \| Temps \| \| --------------------- \| --------------------- \| --------------------- \| ------------------------- \| --------------------- \| \| 1er \| Alois Kaňkovský \| Tchéquie \| Elkov-Author \| 4 h 26 min 09 s \| \| 2e \| Matthew Gibson \| Royaume-Uni \| JLT Condor \| + 0 s \| \| 3e \| Johim Ariesen \| Pays-Bas \| Metec-TKH-Mantel \| + 0 s \| \| 4e \| Alfdan De Decker \| Belgique \| Lotto-Soudal U23 \| + 0 s \| \| 5e \| Casper von Folsach \| Danemark \| ColoQuick \| + 0 s \| \| 6e \| Patrick Clausen \| Danemark \| Riwal CeramicSpeed \| + 0 s \| \| 7e \| Trond Trondsen \| Norvège \| Team Coop \| + 0 s \| \| 8e \| Yoän Vérardo \| France \| GSC Blagnac Vélo Sport 31 \| + 0 s \| \| 9e \| Stylianós Farantákis \| Grèce \| Sojasun espoir-ACNC \| + 0 s \| \| 10e \| Reto Müller \| Suisse \| Chambéry CF \| + 0 s \| |                      |             |                           |                 |
| |                      |             |                           |                 |
| Source : ProCyclingStats |                      |             |                           |                 |
| Classement de l'étape |                      |             |                           |                 |
| Coureur | Coureur              | Pays        | Équipe                    | Temps           |
| 1er | Alois Kaňkovský      | Tchéquie    | Elkov-Author              | 4 h 26 min 09 s |
| 2e | Matthew Gibson       | Royaume-Uni | JLT Condor                | + 0 s           |
| 3e | Johim Ariesen        | Pays-Bas    | Metec-TKH-Mantel          | + 0 s           |
| 4e | Alfdan De Decker     | Belgique    | Lotto-Soudal U23          | + 0 s           |
| 5e | Casper von Folsach   | Danemark    | ColoQuick                 | + 0 s           |
| 6e | Patrick Clausen      | Danemark    | Riwal CeramicSpeed        | + 0 s           |
| 7e | Trond Trondsen       | Norvège     | Team Coop                 | + 0 s           |
| 8e | Yoän Vérardo         | France      | GSC Blagnac Vélo Sport 31 | + 0 s           |
| 9e | Stylianós Farantákis | Grèce       | Sojasun espoir-ACNC       | + 0 s           |
| 10e | Reto Müller          | Suisse      | Chambéry CF               | + 0 s           |

| \| Classement général \| Classement général \| Classement général \| Classement général \| Classement général \| \| Coureur \| Coureur \| Pays \| Équipe \| Temps \| \| ------------------ \| ------------------ \| ------------------ \| ------------------------------- \| ------------------ \| \| 1er \| Johim Ariesen \| Pays-Bas \| Metec-TKH-Mantel \| 8 h 49 min 01 s \| \| 2e \| Alois Kaňkovský \| Tchéquie \| Elkov-Author \| + 0 s \| \| 3e \| Leonardo Bonifazio \| Italie \| AVC Aix-en-Provence \| + 0 s \| \| 4e \| Matthew Gibson \| Royaume-Uni \| JLT Condor \| + 4 s \| \| 5e \| Reto Müller \| Suisse \| Chambéry CF \| + 7 s \| \| 6e \| Sean Lake \| Australie \| Bennelong-SwissWellness-Cervélo \| + 7 s \| \| 7e \| Alexander Kamp \| Danemark \| Virtu Cycling \| + 7 s \| \| 8e \| Nicolas Prodhomme \| France \| Chambéry CF \| + 7 s \| \| 9e \| Patrick Clausen \| Danemark \| Riwal CeramicSpeed \| + 8 s \| \| 10e \| Julius Johansen \| Danemark \| ColoQuick \| + 8 s \| |                    |             |                                 |                 |
| |                    |             |                                 |                 |
| Source : ProCyclingStats |                    |             |                                 |                 |
| Classement général |                    |             |                                 |                 |
| Coureur | Coureur            | Pays        | Équipe                          | Temps           |
| 1er | Johim Ariesen      | Pays-Bas    | Metec-TKH-Mantel                | 8 h 49 min 01 s |
| 2e | Alois Kaňkovský    | Tchéquie    | Elkov-Author                    | + 0 s           |
| 3e | Leonardo Bonifazio | Italie      | AVC Aix-en-Provence             | + 0 s           |
| 4e | Matthew Gibson     | Royaume-Uni | JLT Condor                      | + 4 s           |
| 5e | Reto Müller        | Suisse      | Chambéry CF                     | + 7 s           |
| 6e | Sean Lake          | Australie   | Bennelong-SwissWellness-Cervélo | + 7 s           |
| 7e | Alexander Kamp     | Danemark    | Virtu Cycling                   | + 7 s           |
| 8e | Nicolas Prodhomme  | France      | Chambéry CF                     | + 7 s           |
| 9e | Patrick Clausen    | Danemark    | Riwal CeramicSpeed              | + 8 s           |
| 10e | Julius Johansen    | Danemark    | ColoQuick                       | + 8 s           |

### 3eétape
2 coureurs parviennent à s'échapper après une trentaine de kilomètres : Jérémy Bescond (Côtes d'Armor-Marie Morin) et Patrick Bosman (Hrinkow Advarics Cycleang). L'écart avec le peloton dépasse les 7 minutes mais les deux fuyards sont finalement repris, Bosman à 34 kilomètres de l'arrivée et Bescond 18 kilomètres plus tard. Les difficultés du circuit final provoquent de nombreuses cassures dans le peloton et 6 hommes en profitent pour prendre quelques secondes d'avance : Alexander Kamp, Emil Vinjebo, Asbjørn Kragh Andersen, Jonas Vingegaard, Josef Černý et Tony Hurel, qui remporte l'étape.
| \| Classement de l'étape \| Classement de l'étape \| Classement de l'étape \| Classement de l'étape \| Classement de l'étape \| \| Coureur \| Coureur \| Pays \| Équipe \| Temps \| \| --------------------- \| ---------------------- \| --------------------- \| --------------------- \| --------------------- \| \| 1er \| Tony Hurel \| France \| Sojasun espoir-ACNC \| 4 h 16 min 54 s \| \| 2e \| Jonas Vingegaard \| Danemark \| ColoQuick \| + 0 s \| \| 3e \| Asbjørn Kragh Andersen \| Danemark \| Virtu Cycling \| + 0 s \| \| 4e \| Josef Černý \| Tchéquie \| Elkov-Author \| + 0 s \| \| 5e \| Emil Vinjebo \| Danemark \| ColoQuick \| + 0 s \| \| 6e \| Alexander Kamp \| Danemark \| Virtu Cycling \| + 4 s \| \| 7e \| Patrick Clausen \| Danemark \| Riwal CeramicSpeed \| + 11 s \| \| 8e \| Emmanuel Morin \| France \| Sojasun espoir-ACNC \| + 19 s \| \| 9e \| Thibault Ferasse \| France \| UC Nantes Atlantique \| + 19 s \| \| 10e \| Jasper de Laat \| Pays-Bas \| Metec-TKH-Mantel \| + 19 s \| |                        |          |                      |                 |
| |                        |          |                      |                 |
| Source : ProCyclingStats |                        |          |                      |                 |
| Classement de l'étape |                        |          |                      |                 |
| Coureur | Coureur                | Pays     | Équipe               | Temps           |
| 1er | Tony Hurel             | France   | Sojasun espoir-ACNC  | 4 h 16 min 54 s |
| 2e | Jonas Vingegaard       | Danemark | ColoQuick            | + 0 s           |
| 3e | Asbjørn Kragh Andersen | Danemark | Virtu Cycling        | + 0 s           |
| 4e | Josef Černý            | Tchéquie | Elkov-Author         | + 0 s           |
| 5e | Emil Vinjebo           | Danemark | ColoQuick            | + 0 s           |
| 6e | Alexander Kamp         | Danemark | Virtu Cycling        | + 4 s           |
| 7e | Patrick Clausen        | Danemark | Riwal CeramicSpeed   | + 11 s          |
| 8e | Emmanuel Morin         | France   | Sojasun espoir-ACNC  | + 19 s          |
| 9e | Thibault Ferasse       | France   | UC Nantes Atlantique | + 19 s          |
| 10e | Jasper de Laat         | Pays-Bas | Metec-TKH-Mantel     | + 19 s          |

| \| Classement général \| Classement général \| Classement général \| Classement général \| Classement général \| \| Coureur \| Coureur \| Pays \| Équipe \| Temps \| \| ------------------ \| ---------------------- \| ------------------ \| ------------------- \| ------------------ \| \| 1er \| Tony Hurel \| France \| Sojasun espoir-ACNC \| 13 h 05 min 55 s \| \| 2e \| Jonas Vingegaard \| Danemark \| ColoQuick \| + 4 s \| \| 3e \| Asbjørn Kragh Andersen \| Danemark \| Virtu Cycling \| + 5 s \| \| 4e \| Emil Vinjebo \| Danemark \| ColoQuick \| + 8 s \| \| 5e \| Alexander Kamp \| Danemark \| Virtu Cycling \| + 8 s \| \| 6e \| Josef Černý \| Tchéquie \| Elkov-Author \| + 10 s \| \| 7e \| Patrick Clausen \| Danemark \| Riwal CeramicSpeed \| + 19 s \| \| 8e \| Leonardo Bonifazio \| Italie \| AVC Aix-en-Provence \| + 19 s \| \| 9e \| Nicolas Prodhomme \| France \| Chambéry CF \| + 26 s \| \| 10e \| Julius Johansen \| Danemark \| ColoQuick \| + 27 s \| |                        |          |                     |                  |
| |                        |          |                     |                  |
| Source : ProCyclingStats |                        |          |                     |                  |
| Classement général |                        |          |                     |                  |
| Coureur | Coureur                | Pays     | Équipe              | Temps            |
| 1er | Tony Hurel             | France   | Sojasun espoir-ACNC | 13 h 05 min 55 s |
| 2e | Jonas Vingegaard       | Danemark | ColoQuick           | + 4 s            |
| 3e | Asbjørn Kragh Andersen | Danemark | Virtu Cycling       | + 5 s            |
| 4e | Emil Vinjebo           | Danemark | ColoQuick           | + 8 s            |
| 5e | Alexander Kamp         | Danemark | Virtu Cycling       | + 8 s            |
| 6e | Josef Černý            | Tchéquie | Elkov-Author        | + 10 s           |
| 7e | Patrick Clausen        | Danemark | Riwal CeramicSpeed  | + 19 s           |
| 8e | Leonardo Bonifazio     | Italie   | AVC Aix-en-Provence | + 19 s           |
| 9e | Nicolas Prodhomme      | France   | Chambéry CF         | + 26 s           |
| 10e | Julius Johansen        | Danemark | ColoQuick           | + 27 s           |

### 4eétape
Un groupe de huit coureurs parvient rapidement à s'échapper, le mieux classé étant Jacob Eriksson, 42e au départ de l'étape. Derrière, le peloton est très actif et des scissions ont lieu à plusieurs reprises. A 40 kilomètres de l'arrivée, les hommes de tête sont rejoints par une partie du peloton, formant un groupe de 40 coureurs. Emil Vinjebo et Chris Anker Sørensen attaquent à leur tour, rapidement rejoints par Asbjørn Kragh Andersen et Josef Černý. Le peloton ne parvient pas à s'organiser et de nombreuses contre-attaques ont lieu, notamment une première avec Matthew Gibson, Tom Vermeer et Jasper de Laat, puis une suivante avec Vadim Deslandes, Alistair Slater, Trond Trondsen et Jonas Abrahamsen. Le groupe en tête de course n'est finalement jamais rejoint et c'est Emil Vinjebo qui règle le sprint, devant son compatriote Danois Asbjørn Kragh Andersen, qui s'empare du maillot jaune de leader.
| \| Classement de l'étape \| Classement de l'étape \| Classement de l'étape \| Classement de l'étape \| Classement de l'étape \| \| Coureur \| Coureur \| Pays \| Équipe \| Temps \| \| --------------------- \| ---------------------- \| --------------------- \| --------------------------- \| --------------------- \| \| 1er \| Emil Vinjebo \| Danemark \| ColoQuick \| 4 h 26 min 27 s \| \| 2e \| Asbjørn Kragh Andersen \| Danemark \| Virtu Cycling \| + 0 s \| \| 3e \| Chris Anker Sørensen \| Danemark \| Riwal CeramicSpeed \| + 1 s \| \| 4e \| Josef Černý \| Tchéquie \| Elkov-Author \| + 1 s \| \| 5e \| Trond Trondsen \| Norvège \| Team Coop \| + 1 min 33 s \| \| 6e \| Alistair Slater \| Royaume-Uni \| JLT Condor \| + 1 min 35 s \| \| 7e \| Jonas Abrahamsen \| Norvège \| Uno-X Norwegian Development \| + 1 min 35 s \| \| 8e \| Vadim Deslandes \| France \| Océane Top 16 \| + 1 min 35 s \| \| 9e \| Aksel Nõmmela \| Estonie \| Estonie \| + 1 min 43 s \| \| 10e \| Alexander Kamp \| Danemark \| Virtu Cycling \| + 1 min 43 s \| |                        |             |                             |                 |
| |                        |             |                             |                 |
| Source : ProCyclingStats |                        |             |                             |                 |
| Classement de l'étape |                        |             |                             |                 |
| Coureur | Coureur                | Pays        | Équipe                      | Temps           |
| 1er | Emil Vinjebo           | Danemark    | ColoQuick                   | 4 h 26 min 27 s |
| 2e | Asbjørn Kragh Andersen | Danemark    | Virtu Cycling               | + 0 s           |
| 3e | Chris Anker Sørensen   | Danemark    | Riwal CeramicSpeed          | + 1 s           |
| 4e | Josef Černý            | Tchéquie    | Elkov-Author                | + 1 s           |
| 5e | Trond Trondsen         | Norvège     | Team Coop                   | + 1 min 33 s    |
| 6e | Alistair Slater        | Royaume-Uni | JLT Condor                  | + 1 min 35 s    |
| 7e | Jonas Abrahamsen       | Norvège     | Uno-X Norwegian Development | + 1 min 35 s    |
| 8e | Vadim Deslandes        | France      | Océane Top 16               | + 1 min 35 s    |
| 9e | Aksel Nõmmela          | Estonie     | Estonie                     | + 1 min 43 s    |
| 10e | Alexander Kamp         | Danemark    | Virtu Cycling               | + 1 min 43 s    |

| \| Classement général \| Classement général \| Classement général \| Classement général \| Classement général \| \| Coureur \| Coureur \| Pays \| Équipe \| Temps \| \| ------------------ \| ---------------------- \| ------------------ \| --------------------------- \| ------------------ \| \| 1er \| Asbjørn Kragh Andersen \| Danemark \| Virtu Cycling \| 17 h 32 min 18 s \| \| 2e \| Emil Vinjebo \| Danemark \| ColoQuick \| + 1 s \| \| 3e \| Josef Černý \| Tchéquie \| Elkov-Author \| + 13 s \| \| 4e \| Tony Hurel \| France \| Sojasun espoir-ACNC \| + 1 min 47 s \| \| 5e \| Jonas Vingegaard \| Danemark \| ColoQuick \| + 1 min 51 s \| \| 6e \| Alexander Kamp \| Danemark \| Virtu Cycling \| + 1 min 55 s \| \| 7e \| Patrick Clausen \| Danemark \| Riwal CeramicSpeed \| + 2 min 06 s \| \| 8e \| Leonardo Bonifazio \| Italie \| AVC Aix-en-Provence \| + 2 min 06 s \| \| 9e \| Jonas Abrahamsen \| Norvège \| Uno-X Norwegian Development \| + 2 min 08 s \| \| 10e \| Alistair Slater \| Royaume-Uni \| JLT Condor \| + 2 min 08 s \| |                        |             |                             |                  |
| |                        |             |                             |                  |
| Source : ProCyclingStats |                        |             |                             |                  |
| Classement général |                        |             |                             |                  |
| Coureur | Coureur                | Pays        | Équipe                      | Temps            |
| 1er | Asbjørn Kragh Andersen | Danemark    | Virtu Cycling               | 17 h 32 min 18 s |
| 2e | Emil Vinjebo           | Danemark    | ColoQuick                   | + 1 s            |
| 3e | Josef Černý            | Tchéquie    | Elkov-Author                | + 13 s           |
| 4e | Tony Hurel             | France      | Sojasun espoir-ACNC         | + 1 min 47 s     |
| 5e | Jonas Vingegaard       | Danemark    | ColoQuick                   | + 1 min 51 s     |
| 6e | Alexander Kamp         | Danemark    | Virtu Cycling               | + 1 min 55 s     |
| 7e | Patrick Clausen        | Danemark    | Riwal CeramicSpeed          | + 2 min 06 s     |
| 8e | Leonardo Bonifazio     | Italie      | AVC Aix-en-Provence         | + 2 min 06 s     |
| 9e | Jonas Abrahamsen       | Norvège     | Uno-X Norwegian Development | + 2 min 08 s     |
| 10e | Alistair Slater        | Royaume-Uni | JLT Condor                  | + 2 min 08 s     |

### 5eétape
Dès les premiers kilomètres, Scott Bowden, Thibault Ferasse, Nicolas Debeaumarché et Rasmus Bøgh Wallin parviennent à prendre un peu d'avance sur le peloton. Le groupe ne réussissant pas à creuser suffisamment d'écart, le coureur Danois décide de partir seul à 30 kilomètres de l'arrivée. Il n'est finalement repris qu'à 500 mètres de la ligne et c'est Matthew Gibson qui s'impose au sprint, devant Patrick Clausen et le vainqueur de l'épreuve Asbjørn Kragh Andersen.
| \| Classement de l'étape \| Classement de l'étape \| Classement de l'étape \| Classement de l'étape \| Classement de l'étape \| \| Coureur \| Coureur \| Pays \| Équipe \| Temps \| \| --------------------- \| ---------------------- \| --------------------- \| ------------------------- \| --------------------- \| \| 1er \| Matthew Gibson \| Royaume-Uni \| JLT Condor \| 2 h 12 min 38 s \| \| 2e \| Patrick Clausen \| Danemark \| Riwal CeramicSpeed \| + 0 s \| \| 3e \| Asbjørn Kragh Andersen \| Danemark \| Virtu Cycling \| + 0 s \| \| 4e \| Johim Ariesen \| Pays-Bas \| Metec-TKH-Mantel \| + 0 s \| \| 5e \| Trond Trondsen \| Norvège \| Team Coop \| + 0 s \| \| 6e \| Tony Hurel \| France \| Sojasun espoir-ACNC \| + 0 s \| \| 7e \| Aksel Nõmmela \| Estonie \| Estonie \| + 0 s \| \| 8e \| Alfdan De Decker \| Belgique \| Lotto-Soudal U23 \| + 0 s \| \| 9e \| Louis Lapierre \| France \| Océane Top 16 \| + 0 s \| \| 10e \| Frédéric Guillemot \| France \| Côtes d'Armor-Marie Morin \| + 0 s \| |                        |             |                           |                 |
| |                        |             |                           |                 |
| Source : ProCyclingStats |                        |             |                           |                 |
| Classement de l'étape |                        |             |                           |                 |
| Coureur | Coureur                | Pays        | Équipe                    | Temps           |
| 1er | Matthew Gibson         | Royaume-Uni | JLT Condor                | 2 h 12 min 38 s |
| 2e | Patrick Clausen        | Danemark    | Riwal CeramicSpeed        | + 0 s           |
| 3e | Asbjørn Kragh Andersen | Danemark    | Virtu Cycling             | + 0 s           |
| 4e | Johim Ariesen          | Pays-Bas    | Metec-TKH-Mantel          | + 0 s           |
| 5e | Trond Trondsen         | Norvège     | Team Coop                 | + 0 s           |
| 6e | Tony Hurel             | France      | Sojasun espoir-ACNC       | + 0 s           |
| 7e | Aksel Nõmmela          | Estonie     | Estonie                   | + 0 s           |
| 8e | Alfdan De Decker       | Belgique    | Lotto-Soudal U23          | + 0 s           |
| 9e | Louis Lapierre         | France      | Océane Top 16             | + 0 s           |
| 10e | Frédéric Guillemot     | France      | Côtes d'Armor-Marie Morin | + 0 s           |

## Classements finals

### Classement général
| \| Classement général \| Classement général \| Classement général \| Classement général \| Classement général \| \| Coureur \| Coureur \| Pays \| Équipe \| Temps \| \| ------------------ \| ---------------------- \| ------------------ \| --------------------------- \| ------------------ \| \| 1er \| Asbjørn Kragh Andersen \| Danemark \| Virtu Cycling \| 19 h 44 min 49 s \| \| 2e \| Emil Vinjebo \| Danemark \| ColoQuick \| + 7 s \| \| 3e \| Josef Černý \| Tchéquie \| Elkov-Author \| + 20 s \| \| 4e \| Tony Hurel \| France \| Sojasun espoir-ACNC \| + 1 min 54 s \| \| 5e \| Jonas Vingegaard \| Danemark \| ColoQuick \| + 1 min 58 s \| \| 6e \| Alexander Kamp \| Danemark \| Virtu Cycling \| + 2 min 00 s \| \| 7e \| Patrick Clausen \| Danemark \| Riwal CeramicSpeed \| + 2 min 07 s \| \| 8e \| Leonardo Bonifazio \| Italie \| AVC Aix-en-Provence \| + 2 min 13 s \| \| 9e \| Jonas Abrahamsen \| Norvège \| Uno-X Norwegian Development \| + 2 min 15 s \| \| 10e \| Alistair Slater \| Royaume-Uni \| JLT Condor \| + 2 min 15 s \| |                        |             |                             |                  |
| |                        |             |                             |                  |
| Source : ProCyclingStats |                        |             |                             |                  |
| Classement général |                        |             |                             |                  |
| Coureur | Coureur                | Pays        | Équipe                      | Temps            |
| 1er | Asbjørn Kragh Andersen | Danemark    | Virtu Cycling               | 19 h 44 min 49 s |
| 2e | Emil Vinjebo           | Danemark    | ColoQuick                   | + 7 s            |
| 3e | Josef Černý            | Tchéquie    | Elkov-Author                | + 20 s           |
| 4e | Tony Hurel             | France      | Sojasun espoir-ACNC         | + 1 min 54 s     |
| 5e | Jonas Vingegaard       | Danemark    | ColoQuick                   | + 1 min 58 s     |
| 6e | Alexander Kamp         | Danemark    | Virtu Cycling               | + 2 min 00 s     |
| 7e | Patrick Clausen        | Danemark    | Riwal CeramicSpeed          | + 2 min 07 s     |
| 8e | Leonardo Bonifazio     | Italie      | AVC Aix-en-Provence         | + 2 min 13 s     |
| 9e | Jonas Abrahamsen       | Norvège     | Uno-X Norwegian Development | + 2 min 15 s     |
| 10e | Alistair Slater        | Royaume-Uni | JLT Condor                  | + 2 min 15 s     |

### Classements annexes
| Classement par points | Classement par points  | Classement par points | Classement par points | Classement par points |
| Coureur               | Coureur                | Pays                  | Équipe                | Points                |
| --------------------- | ---------------------- | --------------------- | --------------------- | --------------------- |
| 1er                   | Asbjørn Kragh Andersen | Danemark              | Virtu Cycling         | 30 pts                |
| 2e                    | Johim Ariesen          | Pays-Bas              | Metec-TKH-Mantel      | 28 pts                |
| 3e                    | Matthew Gibson         | Royaume-Uni           | JLT Condor            | 27 pts                |
| 4e                    | Patrick Clausen        | Danemark              | Riwal CeramicSpeed    | 26 pts                |
| 5e                    | Emil Vinjebo           | Danemark              | ColoQuick             | 21 pts                |
| 6e                    | Tony Hurel             | France                | Sojasun espoir-ACNC   | 20 pts                |
| 7e                    | Alois Kaňkovský        | Tchéquie              | Elkov-Author          | 18 pts                |
| 8e                    | Alfdan De Decker       | Belgique              | Lotto-Soudal U23      | 17 pts                |
| 9e                    | Trond Trondsen         | Norvège               | Team Coop             | 16 pts                |
| 10e                   | Leonardo Bonifazio     | Italie                | AVC Aix-en-Provence   | 15 pts                |

### Classement UCI
La course attribue aux coureurs le même nombre des points pour l'UCI Europe Tour 2018 et le Classement mondial UCI.
| Position           | 1er | 2e | 3e | 4e | 5e | 6e | 7e | 8e à 10e |
| Classement général | 40  | 30 | 25 | 20 | 15 | 10 | 5  | 3        |
| Par étape          | 7   | 3  | 1  |    |    |    |    |          |
| Leader, par étape  | 1   |    |    |    |    |    |    |          |

## Liste des participants
- Liste de départ complète